# Lista de deputados estaduais de Alagoas da 4.ª legislatura
Essa é uma lista de deputados estaduais de Alagoas eleitos para o período 1959-1963. Foram 35 eleitos

## Composição das bancadas
| Partido | Líder                      | Bancada | Posição      |
| ------- | -------------------------- | ------- | ------------ |
| PSP     | Armando Moreira Soares     | 15 / 35 | Oposição     |
| UDN     | Bonifácio José Bezerra     | 8 / 35  | Governo      |
| PSD     | Antônio Lamenha Filho      | 3 / 35  | Independente |
| PST     | Walter Dória de Figueiredo | 3 / 35  | Oposição     |
| PDC     | Hermann Élson de Almeida   | 2 / 35  | Oposição     |
| PL      | Renny Tenório Maia         | 2 / 35  | Governo      |
| PTB     | Henrique Equelman          | 1 / 35  | Independente |
| PR      | José Lobo Ferreira         | 1 / 35  | Governo      |

## Deputados Estaduais
| Número | Deputados estaduais eleitos        | Partido | Votação | Percentual | Cidade onde nasceu   | Unidade federativa |
| 22849  | Oséas Cardoso                      | UDN     | 3.806   | 3,43%      | Viçosa               | Alagoas            |
| 46337  | Claudenor de Albuquerque Lima      | PSP     | 3.227   | 2,90%      | Arapiraca            | Alagoas            |
| 46563  | Adeildo Nepomuceno Marques         | PSP     | 2.996   | 2,70%      | Olivença             | Alagoas            |
| 22233  | José Pereira Lúcio                 | UDN     | 2.515   | 2,26%      | Arapiraca            | Alagoas            |
| 46665  | Luiz Gonzaga Moreira Coutinho      | PSP     | 2.267   | 2,04%      | Delmiro Gouveia      | Alagoas            |
| 46584  | Rubens de Mendonça Canuto          | PSP     | 2.226   | 2,00%      | Mata Grande          | Alagoas            |
| 41902  | Antônio Simeão de Lamenha Filho    | PSD     | 1.994   | 1,79%      | São Luís do Quitunde | Alagoas            |
| 46484  | Cleto Marques Luz                  | PSP     | 1.956   | 1,76%      | Maceió               | Alagoas            |
| 22464  | Antônio Gomes de Barros            | UDN     | 1.892   | 1,70%      | Novo Lino            | Alagoas            |
| 46972  | Elísio da Silva Maia               | PSP     | 1.883   | 1,69%      | Campo Alegre         | Alagoas            |
| 46540  | Luiz Gonzaga Mendes de Barros      | PSP     | 1.883   | 1,69%      | Maceió               | Alagoas            |
| 46137  | Ulisses Vitorino Botelho           | PSP     | 1.836   | 1,65%      | Arapiraca            | Alagoas            |
| 46220  | Pedro Timóteo Filho                | PSP     | 1.806   | 1,62%      | Piranhas             | Alagoas            |
| 46968  | Armando Moreira Soares             | PSP     | 1.772   | 1,59%      | Maceió               | Alagoas            |
| 46334  | Antônio Guedes Amaral              | PSP     | 1.750   | 1,57%      | Major Izidoro        | Alagoas            |
| 41278  | João Cabral Tolêdo                 | PSD     | 1.727   | 1,55%      | Maceió               | Alagoas            |
| 46636  | Luiz Augusto da Rocha Tenório      | PSP     | 1.668   | 1,50%      | Pilar                | Alagoas            |
| 42148  | Remi Tenório Maia                  | PL      | 1.625   | 1,46%      | Santana do Ipanema   | Alagoas            |
| 22305  | Jorge Buarque Quintella Cavalcanti | UDN     | 1.618   | 1,45%      | Maceió               | Alagoas            |
| 41470  | Eliseu Teixeira Cavalcante         | PSD     | 1.601   | 1,44%      | Murici               | Alagoas            |
| 22989  | Antônio Machado Lôbo               | UDN     | 1.577   | 1,42%      | Palmeira dos Índios  | Alagoas            |
| 46859  | José Bezerra                       | PSP     | 1.577   | 1,42%      | Limoeiro de Anadia   | Alagoas            |
| 22492  | Mário da Costa Guimarães           | UDN     | 1.538   | 1,38%      | São Paulo            | São Paulo          |
| 17167  | Hermann Elson de Almeida           | PDC     | 1.530   | 1,37%      | Maceió               | Alagoas            |
| 20944  | José Lobo Ferreira                 | PR      | 1.516   | 1,36%      | Maceió               | Alagoas            |
| 17505  | Moacir Cavalcante Peixoto          | PDC     | 1.487   | 1,34%      | Minador do Negrão    | Alagoas            |
| 22482  | João Batista de Morais             | UDN     | 1.464   | 1,31%      | Boca da Mata         | Alagoas            |
| 52487  | Walter Dória de Figueiredo         | PST     | 1.455   | 1,31%      | Rio Largo            | Alagoas            |
| 46145  | Cícero de Siqueira Torres          | PSP     | 1.442   | 1,30%      | Maragogi             | Alagoas            |
| 46434  | João Malta Tavares                 | PSP     | 1.442   | 1,30%      | Junqueiro            | Alagoas            |
| 22299  | Antenor Correia Serpa              | UDN     | 1.441   | 1,29%      | Delmiro Gouveia      | Alagoas            |
| 42302  | Tarcísio de Jesus                  | PL      | 1.378   | 1,24%      | Maceió               | Alagoas            |
| 14652  | Henrique Equelman                  | PTB     | 1.305   | 1,17%      | João Pessoa          | Paraíba            |
| 52881  | Bonifácio José Bezerra             | PST     | 1.143   | 1,03%      | Penedo               | Alagoas            |
| 52310  | Eraldo Malta Brandão               | PST     | 973     | 0,87%      | Mata Grande          | Alagoas            |